# Palacio de Joan de Valeriola
El Palacio de Joan de Valeriola sito en la calle Valeriola número 13 de la ciudad de Valencia (España) es un edificio representativo del gótico civil valenciano que data del siglo XIV.
Posteriormente en época barroca se modificaron sus fachadas y se ocultaron artesonados. En el XIX el edificio fue habilitado para albergar viviendas de alquiler, distorsionándose la primitiva fábrica.
Este palacio fue residencia del influyente caballero Joan de Valeriola, entre los siglos XV y XVI, dando nombre a la calle en que se sitúa.
En 2001 fue adquirida por Manuel Chirivella y Alicia Soriano para sede de su Fundación Chirivella Soriano, realizándose obras de habilitación entre 2003 y 2005, según proyecto del arquitecto Carles Dolç y la diseñadora Neus Sanfèlix, recuperándose la traza original del palacio y revalorizando sus elementos de interés.
Actualmente y acorde con los fines de la fundación, los espacios aparecen diáfanos al objeto de acoger las exposiciones.
En su interior puede observarse un espléndido artesonado gótico del siglo XIV, así como otros elementos arquitectónicos de interés que estaban ocultos, como las vigas de madera, talladas y pintadas con múltiples motivos policromados.